# Нік Палм'єрі
Нік Палм'єрі (англ. Nick Palmieri; нар. 12 липня 1989, Ютіка) — американський хокеїст, що грав на позиції крайнього нападника. Грав за збірну команду США.

## Ігрова кар'єра
Хокейну кар'єру розпочав 2005 року на юніорському рівні за клуб «Ері Оттерс» (ОХЛ).
2007 року був обраний на драфті НХЛ під 79-м загальним номером командою «Нью-Джерсі Девілс». 
20 січня 2010 року дебютував у НХЛ в матчі проти «Флорида Пантерс», зробивши результативну передачу на Тревіса Зейджека. 9 січня 2011 року, Нік закинув свою першу шайбу в матчі проти «Тампа-Бей Лайтнінг».
24 лютого 2012 року Палм'єрі обміняли на гравця «Міннесота Вайлд» Марека Жидлицького.
4 лютого 2013 року «Вайлд» обміняв Палм'єрі на гравця «Нью-Йорк Рейнджерс» Майкла Раппа.
У серпні 2013 року Нік підписав контракт з клубом «Мюнхен».
Після двох сезонів у складі німецької команди «Швеннінгер», Палм'єрі як вільний агент уклав однорічну угоду з італійським клубом «Больцано».
Загалом провів 87 матчів у НХЛ.
Виступав за збірну США, на головних турнірах світового хокею провів 6 ігор в її складі.

## Статистика

### Клубні виступи
| Сезон        | Клуб                  | Ліга         | Регулярний сезон | Регулярний сезон | Регулярний сезон | Регулярний сезон | Регулярний сезон | Плей-оф | Плей-оф | Плей-оф | Плей-оф | Плей-оф |
| Сезон        | Клуб                  | Ліга         | І                | Г                | П                | О                | ШХ               | І       | Г       | П       | О       | ШХ      |
| ------------ | --------------------- | ------------ | ---------------- | ---------------- | ---------------- | ---------------- | ---------------- | ------- | ------- | ------- | ------- | ------- |
| 2005–06      | «Ері Оттерс»          | ОХЛ          | 68               | 13               | 10               | 23               | 79               | —       | —       | —       | —       | —       |
| 2006–07      | «Ері Оттерс»          | ОХЛ          | 56               | 24               | 21               | 45               | 99               | —       | —       | —       | —       | —       |
| 2007–08      | «Ері Оттерс»          | ОХЛ          | 50               | 28               | 18               | 46               | 122              | —       | —       | —       | —       | —       |
| 2007–08      | «Лоуелл-Лок Монстерс» | АХЛ          | 9                | 1                | 0                | 1                | 4                | —       | —       | —       | —       | —       |
| 2008–09      | «Ері Оттерс»          | ОХЛ          | 18               | 7                | 5                | 12               | 41               | —       | —       | —       | —       | —       |
| 2008–09      | «Бельвілль Буллз»     | ОХЛ          | 43               | 20               | 9                | 29               | 75               | 17      | 14      | 3       | 17      | 27      |
| 2009–10      | «Лоуелл-Лок Монстерс» | АХЛ          | 69               | 21               | 15               | 36               | 36               | 5       | 1       | 3       | 4       | 2       |
| 2009–10      | «Нью-Джерсі Девілс»   | НХЛ          | 6                | 0                | 1                | 1                | 0                | —       | —       | —       | —       | —       |
| 2010–11      | «Олбані Девілс»       | АХЛ          | 26               | 6                | 5                | 11               | 28               | —       | —       | —       | —       | —       |
| 2010–11      | «Нью-Джерсі Девілс»   | НХЛ          | 43               | 9                | 8                | 17               | 6                | —       | —       | —       | —       | —       |
| 2011–12      | «Нью-Джерсі Девілс»   | НХЛ          | 29               | 4                | 3                | 7                | 12               | —       | —       | —       | —       | —       |
| 2011–12      | «Олбані Девілс»       | АХЛ          | 25               | 5                | 6                | 11               | 24               | —       | —       | —       | —       | —       |
| 2011–12      | «Міннесота Вайлд»     | НХЛ          | 9                | 0                | 0                | 0                | 2                | —       | —       | —       | —       | —       |
| 2011–12      | «Х'юстон Аерос»       | АХЛ          | 13               | 3                | 3                | 6                | 8                | 4       | 0       | 1       | 1       | 18      |
| 2012–13      | «Х'юстон Аерос»       | АХЛ          | 40               | 10               | 11               | 21               | 35               | —       | —       | —       | —       | —       |
| 2012–13      | «Коннектикут Вейл»    | АХЛ          | 30               | 3                | 6                | 9                | 19               | —       | —       | —       | —       | —       |
| 2013–14      | «Мюнхен»              | ДХЛ          | 47               | 13               | 19               | 32               | 60               | 3       | 2       | 1       | 3       | 0       |
| 2014–15      | «Швеннінгер»          | ДХЛ          | 35               | 7                | 3                | 10               | 88               | —       | —       | —       | —       | —       |
| 2015–16      | «Больцано»            | Австрія      | 43               | 10               | 15               | 25               | 24               | 6       | 3       | 1       | 4       | 2       |
| 2016–17      | «Больцано»            | Австрія      | 46               | 14               | 14               | 28               | 22               | —       | —       | —       | —       | —       |
| Усього в НХЛ | Усього в НХЛ          | Усього в НХЛ | 87               | 13               | 12               | 25               | 20               | —       | —       | —       | —       | —       |

### Збірна
| Рік                | Команда            | Турнір             | Місце              | І | Г | П | О | ШХ |
| ------------------ | ------------------ | ------------------ | ------------------ | - | - | - | - | -- |
| 2011               | США                | ЧС                 | 8-е                | 6 | 2 | 1 | 3 | 0  |
| Національна збірна | Національна збірна | Національна збірна | Національна збірна | 6 | 2 | 1 | 3 | 0  |